# Полное собрание русских летописей
«По́лное собра́ние ру́сских ле́тописей» (По́вне зібрання́ ру́ських літо́писів), або ПСРЛ — російське багатотомне видання руських літописних джерел. Видавалося з 1841 року в Петербурзі Археографічною комісією Російської імперії; з 1922 року — в Москві Академією Наук СРСР; 3 1994 року - в Російській Федерації. Станом на 2018 вийшло 46 томів, що включають Лаврентіївський літопис (т.1), Іпатіївський літопис (т.2), 1—5-й Новгородські літописи (т.З,4,30,42,43,46), 2-й Псковський (т.5), 1 і 2-й Софійські (т.5-6,39), Воскресенський (т.7—8), Никонівський (т.9—14), Тверський (т.15), Рогозький літописець (т.15, в.1), Літописи Білорусько-литовські (т.16,17,32,35,44), Симеонівський (т.18), Казанський літопис (т.19), літопис М.О.Львова (т.20), «Степенну книгу» (т.21), Хронографи (т.22), Єрмолинський (т.23), Типографський (т.24), Московське літописне зведення кін. 15 ст. (т.25), Вологодсько-Пермський (т.26), Никанорівський та ін. (т.27), Уваровський та ін. (т.28), «Літопис початку царства», Олександро-Невський, Лебедєвський (т.29), Владимирський літопис (т.30), Літописи останньої чверті 17 ст. (т.31), Холмогорський, Двінський літописи (т.33), Постниковський, Піскарьовський, Моск. і Бєльський літописи (т.34), Сибірські літописи (т.36), Устюжські та Вологодські літописи (т.37), Радзивіллівський літопис (т.38), Густинський літопис (т.40), літопис Переяслава Суздальського (т.41), Варшавський літопис (т.45).
Томи 1, 2, 4, 5, 15 перевидано. Деякі зведення літописів публікувалися в кількох списках, інколи окремо видавалися літописи — складові частини зведень наприклад т. 16, 17, 32, 35. До 1—8 томів є іменний і географічний покажчики (в. 1—2. СПБ, 1898—1907).

## Видання

### Том 1.Лаврентіївський літопис
- Т.1. I. II. Лаврентьевская и Троицкая летописи. — СПб: Типография Эдуарда Праца, 1846. 267 стор.
- 2-е изд. Летопись по Лаврентьевскому списку. СПб, 1872. 592 стор. (включає Московсько-Академічний літопис)
- 3-е изд. Летопись по Лаврентьевскому списку. 1897. 534 стор.
- Т.1. Лаврентьевская летопись. 2-е изд. / Под ред. И. Ф. Карского.
  - Вып.1. Повесть временных лет. Л., 1926. pdf
  - Вып.2. Суздальская летопись по Лаврентьевскому списку. Л., 1927. pdf
  - Вып.3. Приложения: Продолжение Суздальской летописи по Академическому списку. Указатели. Л., 1928. pdf
- (фототипический репринт вып.1-3 = М.,1962).
- Т.1. Лаврентьевская летопись. М., ЯРК. 1997. 496 стр. (ISBN 5-7859-0026-2) Допечатка: М., 2001.
- Лаврентьевская летопись. (Серия «Русские летописи», т.12). Рязань, Александрия. 2001. 586 стр.

### Том 2.Іпатіївський літопис
- Том 2. Ипатьевская летопись — СПб: Типография Эдуарда Праца, 1843. — 377 стор. (включало також Густинський літопис)
- Изд. 2-е. Летопись по Ипатскому списку. 1871. 706 стор.
- Т.2. Ипатьевская летопись. СПб, 1908.
- Т.2. Ипатьевская летопись. 3-е изд. Петроград 1923.
- Т.2. Ипатьевская летопись. / С предисл. Б. М. Клосса. М., ЯРК. 1998. 648 стр. (ISBN 5-7859-0057-2) Допечатка: М., 2001.
- Ипатьевская летопись. (Серия «Русские летописи», т.11). Рязань, Александрия. 2001. 674 стр.

### Том 3.Новгородські літописи
- Т.3. IV. Новгородские летописи.[1] — СПб: Типография Эдуарда Праца, 1841. — 308 стор.
- Том 3. Новгородскія летописи. 2-я и 3-я летописи. СПБ 1879
- Новгородская летопись по синодальному харатейному списку. СПБ 1888
- Новгородская первая летопись старшего и младшего изводов Москва-Ленинград 1950
- Т.3. Новгородская первая летопись старшего и младшего изводов. М., ЯРК. 2000. 720 стр. (ISBN 5-7859-0126-9)
- Новгородская первая летопись старшего и младшего изводов. (Серия «Русские летописи», т.10). Рязань, Александрия. 2001. 656 стр.

### Том 4.Новгородськітапсковські літописи
- Т.4. IV. V. Новгородская и Псковская летописи.[2] — СПб: Типография Эдуарда Праца, 1848.
- Т.4. Ч.1. Новгородская 4-я летопись. Вып.1. Пг., 1915.
- Т.4. Ч.1. Новгородская 4-я летопись. Вып.2. Л., 1925.
- Т.4. Ч.1. Новгородская 4-я летопись. Вып.3. Л., 1929.
- Т.4. Ч.1. Новгородская четвертая летопись. М., ЯРК. 2000. (ISBN 5-88766-063-5)
- Т.4. Ч.2. Новгородская 5-я летопись. Вып.1. Пг., 1917. (вып.2 не издан).
- Новгородские летописи. В 2 кн. Рязань, Александрия. 2002.

### Том 5.Псковськіта Софійські літописи
- Т.5. V. VI. Псковская и Софийская летописи.[3] — СПб: Типография Эдуарда Праца, 1851.
- Т.5. Вып.1. Софийская 1-я летопись. Изд.2-е. Ленинград 1925. (выпуск 2 не издан)
- Т.5. Вып.1. Псковские летописи. М., ЯРК. 2003. 256 стр. (ISBN 5-7859-0198-6)
- Т.5. Вып.2. Псковские летописи. М., ЯРК. 2000. 368 стр. (ISBN 5-7859-0135-8)

### Том 6. Софійські літописи
- Т.6. VI. Софийские летописи.[4] — СПб: Типография Эдуарда Праца, 1853.
- Т.6. Вып.1. Софийская первая летопись старшего извода. / М., ЯРК. 2000. (ISBN 5-7859-0122-6)
- Т.6. Вып.2. Софийская вторая летопись. / М., ЯРК. 2001. (ISBN 5-7859-0136-6)

### Том 7.Літопис по Воскресенському списку
- Т.7. VII. Летопись по Воскресенскому списку. СПб: Типография Эдуарда Праца, 1856.
- Воскресенская летопись, т.1. (Серия «Русские летописи», т.2). Рязань, Узорочье. 1998. 645 стр.
- Т.7. Летопись по Воскресенскому списку. М., ЯРК. 2001. 360 стр. (ISBN 5-7859-0137-4)

### Том 8. Продовженнярукопису по Воскресенському списку
- Т.8. VII. Продолжение летописи по Воскресенскому списку. — СПб: Типография Эдуарда Праца, 1859.
- Воскресенская летопись, т.2. (Серия «Русские летописи», т.3). Рязань, Узорочье. 1998. 624 стр.
- Т.8. Продолжение летописи по Воскресенскому списку. М., ЯРК. 2001. 312 стр. (ISBN 5-7859-0138-2)
- Указатель к первым восьми томам.
  - Выпуск 1. — СПб:, 1868. — 124 с.
  - Выпуск 2. — СПб:, 1869. — 125—208 с.
  - Выпуск 3. — СПб: Типография брат. Пантелеевых, 1875. — 209—459 с.
  - Отд.1. Указатель лиц. СПб, 1898.
  - Отдел 2. Указатель географический. — СПб: Типография главного управления уделов, 1907. — 576 с.

### Том 9. Літописний збірник, що називаєтьсяПатріаршим або Никонівським літописом
- Т.9. VIII. Летописный сборник, именуемый Патриаршею или Никоновскою летописью. Под ред. А. Ф. Бычкова. — СПб: Типография Эдуарда Праца, 1862. — 256 с.
- Переиздание: М., 1965.
- Т.9. Летописный сборник, именуемый Патриаршею или Никоновскою летописью. М., ЯРК. 2000. 288 стр. (ISBN 5-7859-0121-8)

### Том 10. Літописний збірник, що називаєтьсяПатріаршим або Никонівським літописом. Продовження
- Т.10. VIII. Летописный сборник, именуемый Патриаршею или Никоновскою летописью. Под ред. А. Ф. Бычкова. — СПб: Типография министерства внутренних дел, 1885. — 244 с.
- Переиздание: М., 1965.
- Т.10. М., ЯРК. 2000. 248 стр. (ISBN 5-7859-0130-7)

### Том 11. Літописний збірник, що називаєтьсяПатріаршим або Никонівським літописом. Продовження
- Т.11. VIII. Летописный сборник, именуемый Патриаршею или Никоновскою летописью. Под ред. С. Ф. Платонова. — СПб: Типография И. Н. Скороходова, 1897. — 254 с.
- Репринт: М., 2000. 264 стр. (ISBN 5-7859-0131-5)

### Том 12. Літописний збірник, що називаєтьсяПатріаршим або Никонівським літописом. Продовження
- Т.12. VIII. Летописный сборник, именуемый Патриаршею или Никоновскою летописью. Под ред. С. Ф. Платонова при участии С. А. Адрианова. — СПб: Типография И. Н. Скороходова, 1901. — 266 с.
- Т.12. Репринт: М., 2000. 272 стр. (ISBN 5-7859-0132-3)

### Том 13. Літописний збірник, що називаєтьсяПатріаршим або Никонівським літописом. Закінчення
- Т.13. 1-я половина. VIII. Летописный сборник, именуемый Патриаршею или Никоновскою летописью. Под ред. С. Ф. Платонова при участии С. А. Адрианова — СПб: Типография И. Н. Скороходова, 1904. — 302 с.
- Т.13. 2-я половина. I. Дополнения к Никоновской летописи. II Так называемая царственная книга. Под ред. С. Ф. Платонова. — СПб: Типография И. Н. Скороходова, 1906. — 303—532 с.
- Т.13. М., ЯРК. 2000. 544 стр. (ISBN 5-7859-0133-1)

### Том 14. Повість про чесне життя царя і великого князя Федора Івановича всія Русі
- Том 14. 1-я половина. I. Повесть о честном житии царя и великого князя Феодора Ивановича всея Руссии. II. Новый летописец. Под ред. С. Ф. Платонова и П. Г. Васенко — СПб: Типография М. А. Александрова, 1910. — 154 с.
- Том 14. 2-я половина. Указатель к Никоновской летописи (IX—XIV тт.). Под ред. В. Г. Дружинина. — Петроград: Типография министерства земледелия, 1918. — 285 с.
- Том 14. Никоновская летопись. С приложением извлечений из монографии Б. М. Клосса «Никоновский свод и русские летописи XVI—XVII веков». М., ЯРК. 2000. 600 стр. (ISBN 5-7859-0134-X)

### Том 15. Літописний збірник, що називаєтьсяТверським літописом
- Том 15. Летописный сборник, именуемый Тверской летописью. Под ред. А. Ф. Бычкова. СПб: Типография Леонида Демиса, 1863. 504 с.
- Том 15.1. Рогожский летописец. Петроград 1922.
- Тверские летописи. Тверь, Тверское областное книжно-журнальное изд-во, 1999. 252 стр. (ISBN 5-85457-154-4)
- Рогожский летописец. Тверская летопись. (Серия «Русские летописи», т.6). Рязань, Узорочье. 2000. 608 стр.
- Том 15. Рогожский летописец. Тверской сборник. М., ЯРК. 2000. 432 стр. (ISBN 5-7859-0126-9)

### Том 16. Літописний збірник, що називаєтьсялітописом Авраамки
- Т.16. Летописный сборник, именуемый летописью Авраамки. Под ред. А. Ф. Бычкова и К. Н. Бестужева-Рюмина. — СПб, 1889. — 320 с.
- Т.16. Летописный сборник, именуемый летописью Авраамки. М., ЯРК. 2000. 252 стр. (ISBN 5-7859-0119-6)

### Том 17. Західно-руські літописи (білорусько-литовські)
- Т.17. Западнорусские летописи. Под ред. С. Л. Пташицкого и А. А. Шахматова. — СПб: Типография М. А. Александрова, 1907. — 612,618-648 с.[5]
- М., ЯСК. 2008. 384 стр. (ISBN 5-9551-0171-3)

### Том 18.Симеонівський літопис
- Т.18. Летопись Симеоновская. Под ред. А. Е. Преснякова. — СПб: Типография М. А. Александрова, 1913. — 316 с.
- Симеоновская летопись. (Серия «Русские летописи», т.1). Рязань, Узорочье. 1997. 638 стр.
- Т.18. Симеоновская летопись. М., ЯСК. 2007. 328 стр. (ISBN 5-9551-0064-4)

### Том 19. Історія про Казанське царство
- Т.19. История о Казанском царстве. Под ред. Г. З. Кунцевича. — СПб: Типография И. Н. Скороходова, 1903. — С. 496, 498—529.
- Т. 19. История о Казанском царстве. М., ЯРК. 2000. 368 стр. (ISBN 5-7859-0128-5)

### Том 20. ЛітописМ.О.Львова
- Т. 20. 1-я половина. Львовская летопись. Ч. 1. Под ред. С. А. Андианова. — СПб: Типография М. А. Александрова, 1910. — 418 с.
- Т. 20. 2-я половина. Львовская летопись. Ч. 2. Под ред. С. А. Андианова. — СПб: Типография М. А. Александрова, 1914. — С. 420—686.
- Львовская летопись. (Серия «Русские летописи», т. 4, 5). Рязань, Узорочье. 1999. Т.1. 720 стр. Т. 2. 648 с.
- Т.20. Львовская летопись. М., 2004. 704 с. ISBN 5-94457-046-6

### Том 21. Книга степенна царського родоводу
- Т.21. 1-я половина. Книга Степенная царского родословия. Ч.1. Под ред. П. Г. Васенко. — СПб: Типография М. А. Александрова, 1908. — 342 с.
- Т.21. 2-я половина. Книга Степенная царского родословия. Ч.2. Под ред. П. Г. Васенко. — СПб: Типография М. А. Александрова, 1913. — С. 344—708.
- Т. 1. Степенная книга царского родословия по древнейшим спискам. М., ЯСК. 2007. 598 с. ISBN 5-9551-0169-1
- Т. 2. М., ЯСК. 2008. 568 с. ISBN 5-9551-0274-0

### Том 22. Руський хронограф
- Вып. 1. Хронограф редакции 1512 года. / Ред. С. П. Розанова. СПб, 1911. 580 с.
- Вып. 2. Хронограф западно-русской редакции. СПб, 1914. 302 с.
- Русский хронограф. М., ЯСК. 2005. 896 с. ISBN 5-9551-0029-6

### Том 23. Єрмолинський літопис
- Т.23. Ермолинская летопись. Под ред. Ф. И. Покровского. — СПб: Типография М. А. Александрова, 1910. — 342 с.
- Ермолинская летопись. (Серия «Русские летописи», т.7). Рязань, Узорочье. 2000. 560 стр.
- Т.23. Ермолинская летопись. М., ЯСК. 2004. 256 стр. (ISBN 5-7859-0150-1)

### Том 24. Типографський літопис
- Т.24. Летопись по Типографскому списку. Пг., 1921. 272 с.
- Типографская летопись. (Серия «Русские летописи», т.9). Рязань, Узорочье. 2000. 576 стр.
- Т.24. Типографская летопись. М., ЯРК. 2000. 288 стр. (ISBN 5-7859-0120-X)

### Том 25. Московський літописний звід кінця XV ст.
- Т.25. Московский летописный свод конца XV века. / Под ред. М. Н. Тихомирова. М.-Л., 1949. 464 стр.
- Московский летописный свод конца XV века. (Серия «Русские летописи», т.8). Рязань, Узорочье. 2000. 656 стр.
- Московский летописный свод конца XV века. М., ЯСК. 2004. 488 стр. (ISBN 5-7859-0187-0)

### Том 26. Вологодсько-Пермський літопис
- Т.26. Вологодско-Пермская летопись. М.-Л., 1959. 413 стр.
- М., Изд-во Рукописные памятники Древней Руси. 2006. 432 стр. (ISBN 5-9551-0063-6)

### Том 27. Никанорівський літопис. Скорочені літописні зводи кінця 15 ст.
- Т.27. Никаноровская летопись. Сокращенные летописные своды конца XV века. М.-Л., 1962.
- М., ЯСК. 2007. 424 стр. (ISBN 5-9551-0071-7)

### Том 28. Літописний звід 1497 року. Літописний звід 1518 року (Уваровський літопис)
- Т.28. Летописный свод 1497 года. Летописный свод 1518 года. М.-Л., Изд-во АН. 1963.

### Том 29. Літопис початку царства царя і великого князя Івана Васильовича. Олександро-Невський літопис. Лебедєвський літопис
- Том 29. Летописец начала царства царя и великого князя Ивана Васильевича. Александро-Невская летопись. Лебедевская летопись. М., Наука. 1965. 390 стр.
- М., Знак, 2009. 392 стр. (ISBN 978-5-9551-0173-6)

### Том 30. Володимирський літопис. Новгородський другий (Архівський) літопис
- Т.30. Владимирский летописец. Новгородская вторая (Архивская) летопись. М., Наука. 1965. 240 стр.

### Том 31. Літописи останньої чверті 17 ст.
- Т.31. Летописцы последней четверти XVII в. М., Наука. 1968. 263 с (Мазуринский летописец. Летописец 1619—1691 годов. Летописное сказание Петра Золотарева)

### Том 32. Литовсько-білоруські літописи
- Т.32. Хроники: Литовская и Жмойтская, и Быховца. — М.: Наука, 1968.
- Т.32. Хроники: Литовская и Жмойтская, и Быховца. Летописи: Баркулабовская, Аверки и Панцырного. — М.: Наука, 1975. — 234 с.

### Том 33. Холмогорський літопис. Двінський літопис
- Том 33. Холмогорская летопись. Двинский летописец. Л., Наука. 1977. 250 стр.

### Том 34. Постніковський літопис. Піскарьовський літопис. Московський літопис. Бєльський літопис
- Т.34. Постниковский летописец. Пискарёвский летописец. Московский летописец. Бельский летописец — М., Наука. 1978. 304 стр.

### Том 35. Літописи білорусько-литовські
- Т.35. Летописи белорусско-литовские. / Сост. и автор предисл. Улащик Микола Миколайович|Н. Н. Улащик. М., Наука. 1980. 306 стр.

### Том 36. Сибірські літописи
- Сибирскія летиписи. СПБ, 1907.
- Том 36. Сибирские летописи, ч.1: Группа Есиповской летописи. М., Наука. 1987. 381 стр.
- Сибирские летописи. Краткая сибирская летопись (Кунгурская). Рязань, Александрия. 2008. 688 стр.

### Том 37. Устюжські та Вологодські літописи 16-18 століть
- Том 37. Устюжские и вологодские летописи XVI—XVIII вв. / Сост. Н. А. Казакова, К. Н. Сербина. Л., Наука. 1982. 228 стр.

### Том 38.Радзивіллівський літопис
- Том 38. Радзивиловская летопись. / Изд.подг. М. Д. Приселковым. Л., Наука. 1989. 177 стр.

### Том 39. Софійський перший літопис по списку І.М.Царського
- Том 39. Софийская первая летопись по списку И.Н.Царского. / Ред. В. И. Буганов, Б. М. Клосс. М., Наука. 1994. 204 стр.

### Том 40.Густинський літопис
- Том 40. Густынская летопись. / Подг. текста Ю. В. Анхимюка, С. В. Завадской и др. М., ГИПП Искусство России. 2003. 199 стр. (ISBN 5-86007-200-7)

### Том 41. Літопис Переяслава Суздальського (літопис руських царів)
- Том 41. Летописец Переславля Суздальского (Летописец русских царей). / Предисл. Б. М. Клосса. М., Археогр. центр. 1995. 164 стр.

### Том 42. Новгородський Карамзинський літопис
- Том 42. Новгородская Карамзинская летопись. СПб, Дмитрий Буланин. 2002. 221 стр. 800 экз. (ISBN 5-86007-217-1)

### Том 43. Новгородський літопис по списку П.П.Дубровського
- Том 43. Новгородская летопись по списку П. П. Дубровского. / Подг. текста О. Л. Новиковой. М., ЯСК. 2004. 367 стр. (ISBN 5-94457-046-6)

### Том 44. Літопис Авраамки
- Том 44. Летопись Авраамки, Издательство Санкт-Петербургского государственного университета, 2018. 224 стр. (ISBN 978-5-288-05879-0)

### Том 45. Варшавський літописний збірник
- Том 45. Варшавский летописный сборник, Издательство Санкт-Петербургского государственного университета, 2018. 174 стр. (ISBN 978-5-288-05881-3)

### Том 46. Літопис Лавровського
- Т. 46. Летопись Лавровского, Издательство Санкт-Петербургского государственного университета, 2018. 224 стр. (ISBN 978-5-288-05880-6)